# Degradossoma
O degradossoma (também ARN degradosoma) é um complexo multiproteico bacteriano que está relacionado com o processamento do RNA ribossomal e com a degradação do ARN mensageiro. É composto pelas proteínas ARN helicasa B, ARNasa E e polinucleótido fosforilasa.